# Rudolf Braas
Rudolf Heinrich Braas (* 23. Oktober 1902 in Donsbach; † 29. Juni 1974) war ein Maschinenbauingenieur, Unternehmer und Erfinder, dessen Name (häufig kurz: Rudolf H. Braas) insbesondere mit der industriellen Fertigung von Betondachsteinen, dem nach ihm benannten Unternehmen (heute Braas GmbH) und der sog. Frankfurter Pfanne sowie verschiedenen anderen Dachbaustoffen verbunden ist.

## Leben und unternehmerischer Werdegang
Von 1920 bis 1923 studierte Braas Maschinenbau an der Ingenieurschule in Mannheim. Braas zog 1931 nach Köppern in die Villa an der Lochmühle. Er übernahm die Betriebsleitung der Taunus-Quarzitwerke (TQW). 1941 zog er nach Kärnten (Österreich) und übernahm dort als Unternehmer einen Hartsteinbetrieb. Der Betrieb stellte u. a. Zuschlagstoffe für den Autobahnbau her. In Österreich lernte Braas die bis dato in Deutschland und Österreich übliche manuelle Herstellung von Betondachsteinen mit Handschlagtischen kennen. 1945 entwickelte Braas eine Putzmaschine für gebrauchte Mauerziegel sowie eine erste Dachsteinmaschine mit zwei nebeneinander laufenden Bändern. 1946 zog Braas mit Frau und fünf Kindern erneut nach Köppern und lebte in der Gaststätte "Zur Eisenbahn" in einer Dachmansarde. 1946/47 erschloss Braas nördlich von Köppern im Rodheimer Wald einen Quarzit-Steinbruch "Waldbahn" und konkurrierte u. a. mit seinem früheren Arbeitgeber TQW.

Zu seinem Einfluss auf die industrielle Herstellung von Betondachsteinen siehe 
Brass war bereits frühzeitig von der Robustheit und Frostbeständigkeit der Cement-Dachpfannen im Alpenraum beeindruckt. Er meldete am 2. Oktober 1948 ein Patent an, mit dem er sich eine Maschine schützen ließ, um die manuelle Dachstein-Herstellung abzulösen und erstmals in Deutschland Betondachsteine industriell herzustellen. Die Dachsteinmaschine wurde zunächst am Bahnübergang Lochmühle betrieben, bevor sie 1948 nach Köppern in den Quellenweg verlegt wurde, um die "Köpperner Dachplatte" herzustellen.
Zur Geschichte des von ihm gegründeten Unternehmens siehe
Bereits im Jahr 1950 besichtigte Braas – der zu dieser Zeit kein Wort englisch sprach – englische Dachsteinwerke und brachte beeindruckt von dem dortigen Entwicklungsstand Ideen zur Optimierung seiner Dachsteinproduktion mit. In Bad Homburg vor der Höhe initiierte Braas einen Arbeitskreis Betondachsteine. 1954 stellte er die Köpperner Produktion seiner Baustoff-Werk Braas GmbH ein und gründete im Verbund der Familien Braas und Dressel sowie der britischen Redland das Gemeinschaftsunternehmen Braas GmbH & Co. in Heusenstamm, in dem er die Produktion mit der Frankfurter Pfanne fortsetzte. Mit der Frankfurter Pfanne schuf Braas einen der ersten Markenbaustoffe. 1955 zog Braas nach Bad Homburg vor der Höhe. 1997 veräußerten die Familien Braas und Dressel ihre Anteile. Heute wird das von Braas gegründete Unternehmen unter dem Namen Braas GmbH weitergeführt.

## Patente
Braas meldete als Erfinder seit dem Zweiten Weltkrieg bis kurz vor seinem Tode eine Reihe von Patenten an, die ihm teilweise erst posthum zugesprochen wurden, darunter u. a.
- eine Maschine zur Herstellung von Betondachsteinen (veröffentlicht am 2. April 1951)[10],
- ein Deckenträger als Bewehrung von Montagedecken (15. Januar 1953 mit Franz Pfeffer)[11],
- eine hohle Förderlastentragplatte für die Gabel von Gabelstaplern (25. November 1954 mit Franz Pfeffer)[12],
- Träger, insbesondere für Stahlbeton-Füllkörperdecken (14. Mai 1958 mit Franz Pfeffer)[13],
- Baukörper zur Verwendung als Wandplatte (31. Juli 1963)[14],
- einen Dachstein mit Überlappungsfalz (15. Oktober 1966)[15],
- einen Betondachstein, bei dem an der Unterseite sowohl Aufhängenasen als auch eine Fußrippe und parallel dazu Querrippen vorhanden sind (31. Mai 1967)[16],
- ein doppelwandiges Muffenrohr, mit Außenrohr aus dünnem Kunststoff und Kernrohr aus Beton (31. August 1967)[17],
- einen Betondachstein (wie 1967), bei dem Stützrippen zwischen Fuß- und Querrippe sowie zwischen den Querrippen angeordnet sind (15. Juli 1968)[18],
- ein Verfahren zur Erleichterung des Stapelns von auf einem Stetigförderer ankommenden gleichen Einzelstücken und Vorrichtung zur Durchführung des Verfahrens (31. März 1970)[19],
- eine Vorrichtung zum kontinuierlichen Fördern von Formkörpern (9. April 1970)[20],
- ein Verfahren zum Abdichten der Fugen zwischen Dacheindeckungsplatten (26. August 1971)[21],
- einen Betondachstein mit einer unterseitigen Fußrippe sowie mit zwei parallel zu dieser verlaufenden unterseitigen Querrippen, die in der Eindeckung auf dem kopfseitigen Rand des überdeckten Betondachsteins aufliegen (26. August 1971)[22],
- eine Unterform für Strangpressen (6. April 1972)[23],
- Distanzausgleichplättchen für Verkleidungsplatten (25. Mai 1972)[24],
- ein Verfahren zur Herstellung von dünnwandigen Profilteilen aus Beton oder ähnlichem Material in Strangpressen, wobei das Material lose auf Unterformen geschüttet und durch Pressdruck verdichtet wird (5. Juli 1973)[25],
- eine Aufsteckkonstruktion zur Befestigung von vorgehängten Fassadenplatten (4. Juli 1974)[26],
- ein Verfahren zur Herstellung von dünnwandigen Profilteilen aus Beton oder ähnlichem Material, das lose auf kontinuierlich schnell vorwärtsbewegte Unterformen gebracht und durch Pressdruck verdichtet wird, dadurch gekennzeichnet, dass die sich im Material und zwischen diesem und der Unterform ansammelnde Luft während des Verdichtungsvorgangs durch Öffnungen in der Unterform nach außen abgeführt wird (28. November 1974)[27],
- eine mit Warmluft beheizbare Dachrinne (2. Januar 1975)[28].

## Politisches Engagement
Braas engagierte sich seit den Nachkriegsjahren politisch als Mitglied der Liberal-Demokratischen Partei Deutschlands (LDP) einer Vorläuferorganisation der heutigen Freien Demokratischen Partei (FDP). Er wollte damit "seiner gesellschaftspolitischen Verantwortung bei der Errichtung einer demokratischen Verfassung der Bundesrepublik Deutschland gerecht werden", so später einmal seine Tochter Hansi Dressel.

## Persönlichkeit und Ehrungen
"Erfolg ist keine Angelegenheit des Glücks, sondern setzt Leistung voraus. Er ist das Ergebnis steter, zielbewusster Arbeit!" war ein Grundsatz des Unternehmers und Teil der Philosophie seiner Unternehmungen.
Eigenschaften wie Entschlossenheit, Sachverstand, Organisationstalent werden Braas ebenso zugesprochen, wie Mut zum Aufbruch. Er galt als findig und zupackend, war sich nicht zu schade, um selbst in Produktion und Auslieferung mitzuhelfen und wird auch als rücksichtsvoll gegenüber seinen Mitarbeitern gekennzeichnet.
Braas wurde im Jahr 1971 zum Ehrenbürger der Stadt Heusenstamm ernannt. In Heusenstamm (Hessen), im brandenburgischen Hoppegarten (Müncheberg) sowie im Industriegebiet von Friedrichsdorf-Köppern erinnern nach ihm benannte Straßen an das dortige Wirken des Unternehmers. In Rinteln (Niedersachsen), im Borkener Ortsteil Gombeth sowie in Mainburg (Bayern) existieren Braasstraßen, in Reinbek (Schleswig-Holstein) ein nach ihm benannter Braasweg. In Oberursel ist der Rudolf H. Braas Sozialfonds Gesellschaft mit beschränkter Haftung nach dem Unternehmer benannt.

## Familie
Braas war verheiratet mit Ella Braas (* 1906; † 6. Dezember 2002 in Bad Homburg vor der Höhe), die als Beraterin ihres Mannes die Gründung des Unternehmens Braas im Jahre 1953 maßgeblich mitgestaltete. Tochter von Rudolf Braas ist die Hamburger Unternehmerin Helly Bruhn-Braas (* 30. Januar 1943 in Seeboden/Österreich; † 13. Dezember 2011 in Wien; u. a. von 2003 bis 2008 Präsidentin des Hamburger Arbeitgeberverbandes für Groß- und Außenhandel (AGA)).